# Big Brother Canadá
Big Brother Canadá es un reality show de Canadá, producido por Endemol y emitido en Slice desde el 27 de febrero de 2013 con buenos registros de audiencia. El programa desde su estreno hasta ahora cuenta con 2 ediciones, el ganador o ganadora del programa obtiene un gran premio en dinero. El programa se basa en el reality original holandés Big Brother, creado en 1997 por John de Mol. En enero de 2013, Arisa Cox fue nombrada como la presentadora del programa.
La primera temporada se estrenó el 27 de febrero de 2013. El 5 de junio de 2013, se confirmó que el reality volverá para una segunda temporada en 2014. La segunda temporada se estrenará el 5 de marzo de 2014.

## Big Brother 1 (2013)
- 27 de febrero de 2013 - 2 de mayo de 2013 (71 días).

En el concurso entraron inicialmente 15 concursantes, la presentadora de esta edición fue Arisa Cox. La temporada concluyó el 2 de mayo de 2013, cuando Jillian McLaughlin fue coronada como la ganadora, y Gary Levy el subcampeón. La serie giraba alrededor de quince extranjeros que viven en una casa juntos sin comunicación con el mundo exterior.

### Concursantes
| Concursantes          | Edad | Profesión                | Duración          | Información               |
| --------------------- | ---- | ------------------------ | ----------------- | ------------------------- |
| Jillian MacLaughlin   | 27   | Profesora                | 71 días           | Ganadora                  |
| Gary Levy             | 21   | Estilista                | 43 días / 14 días | 8.º eliminado / 2.º Lugar |
| Emmett Blois          | 24   | Granjero                 | 71 días           | 14.º eliminado            |
| Talla Rejaei          | 26   | Asistente social         | 67 días           | 13.ª eliminada            |
| Andrew Monaghan       | 38   | Entrenador               | 64 días           | 12.º eliminado            |
| Peter Brown           | 26   | Técnico en informática   | 57 días           | 11.º eliminado            |
| Emerald "Topaz" Brady | 27   | Asistente de dentista    | 50 días           | 10.ª eliminada            |
| Alec Beall            | 27   | Estudiante de psicología | 50 días           | 9.º eliminado             |
| Anuj "AJ" Burman      | 32   | Recepcionista de hoteles | 36 días           | 7.º eliminado             |
| Suzette Amaya         | 36   | Locutora radial          | 36 días           | 6.ª eliminada             |
| Liza Stinton          | 29   | Propietaria de un spa    | 29 días           | 5.ª eliminada             |
| Thomas "Tom" Plant    | 25   | Bombero                  | 29 días           | 4.º eliminado             |
| Aneal Ramkissoon      | 21   | Estudiante               | 22 días           | 3.º eliminado             |
| Danielle Alexander    | 20   | Actriz                   | 15 días           | 2.ª eliminada             |
| Kat Yee               | 27   | Camarera de bar          | 8 días            | 1.ª eliminada             |

### Estadísticas semanales
| Jillian       | Entra | Salvada  | Líder               | Salvada                | Salvada  | Salvada             | Salvada           | Salvada              | Salvada              | Salvada             | Líder              | Salvada            | Líder              | Salvada            | Salvada            | Líder               | Nominada          | Finaista            | Ganadora             |  |  |  |  |  |  |  |  |  |  |  |  |  |  |  |  |  |  |  |
| Gary          | Entra | Salvado  | Salvado             | Salvado                | Inmune   | Líder               | Salvado           | Salvado              | Salvado              | Nominado            | Eliminado          |                    |                    | Rep.               | Salv.              | Nominado            | Líder             | Finalista           | 2° Lugar             |  |  |  |  |  |  |  |  |  |  |  |  |  |  |  |  |  |  |  |
| Emmett        | Entra | Nominado | Salvado             | Salvado                | Salvado  | Salvado             | Salvado           | Salvado              | Salvado              | Salvado             | Salvado            | Líder              | Salvado            | Líder              | Líder              | Salvado             | Nominada          | Eliminado           |                      |  |  |  |  |  |  |  |  |  |  |  |  |  |  |  |  |  |  |  |
| Talla         | Entra | Salvada  | Salvada             | Salvada                | Salvada  | Salvada             | Salvada           | Salvada              | Salvada              | Salvada             | Salvada            | Nominada           | Nominada           | Nominada           | Nominada           | Nominada            | Eliminada         |                     |                      |  |  |  |  |  |  |  |  |  |  |  |  |  |  |  |  |  |  |  |
| Andrew        | Entra | Salvado  | Salvado             | Salvado                | Salvado  | Salvado             | Líder             | Salvado              | Nominado             | Líder               | Salvado            | Salvado            | Salvado            | Nominado           | Nominado           | Eliminado           |                   |                     |                      |  |  |  |  |  |  |  |  |  |  |  |  |  |  |  |  |  |  |  |
| Peter         | Entra | Salvado  | Salvado             | Salvado                | Salvado  | Salvado             | Salvado           | Salvado              | Salvado              | Salvado             | Salvado            | Salvado            | Nominado           | Eliminado          | Eliminado          |                     |                   |                     |                      |  |  |  |  |  |  |  |  |  |  |  |  |  |  |  |  |  |  |  |
| Topaz         | Entra | Salvada  | Salvada             | Salvada                | Salvada  | Salvada             | Salvada           | Salvada              | Líder                | Nominada            | Nominada           | Nominada           | Eliminada          |                    |                    |                     |                   |                     |                      |  |  |  |  |  |  |  |  |  |  |  |  |  |  |  |  |  |  |  |
| Alec          | Entra | Salvado  | Salvado             | Salvado                | Salvado  | Salvado             | Salvado           | Líder                | Salvado              | Salvado             | Nominado           | Eliminado          |                    |                    |                    |                     |                   |                     |                      |  |  |  |  |  |  |  |  |  |  |  |  |  |  |  |  |  |  |  |
| AJ            | Entra | Salvado  | Salvado             | Nominado               | Nominado | Salvado             | Salvado           | Nominado             | Nominado             | Eliminado           |                    |                    |                    |                    |                    |                     |                   |                     |                      |  |  |  |  |  |  |  |  |  |  |  |  |  |  |  |  |  |  |  |
| Suzette       | Entra | Líder    | Salvada             | Nominada               | Salvada  | Salvada             | Nominada          | Nominada             | Eliminada            |                     |                    |                    |                    |                    |                    |                     |                   |                     |                      |  |  |  |  |  |  |  |  |  |  |  |  |  |  |  |  |  |  |  |
| Liza          | Entra | Salvada  | Salvada             | Salvada                | Salvada  | Nominada            | Nominada          | Eliminada            |                      |                     |                    |                    |                    |                    |                    |                     |                   |                     |                      |  |  |  |  |  |  |  |  |  |  |  |  |  |  |  |  |  |  |  |
| Tom           | Entra | Salvado  | Salvado             | Líder                  | Líder    | Nominado            | Eliminado         |                      |                      |                     |                    |                    |                    |                    |                    |                     |                   |                     |                      |  |  |  |  |  |  |  |  |  |  |  |  |  |  |  |  |  |  |  |
| Anael         | Entra | Salvado  | Nominado            | Salvado                | Nominado | Eliminado           |                   |                      |                      |                     |                    |                    |                    |                    |                    |                     |                   |                     |                      |  |  |  |  |  |  |  |  |  |  |  |  |  |  |  |  |  |  |  |
| Danielle      | Entra | Salvada  | Nominada            | Eliminada              |          |                     |                   |                      |                      |                     |                    |                    |                    |                    |                    |                     |                   |                     |                      |  |  |  |  |  |  |  |  |  |  |  |  |  |  |  |  |  |  |  |
| Kat           | Entra | Nominada | Eliminada           |                        |          |                     |                   |                      |                      |                     |                    |                    |                    |                    |                    |                     |                   |                     |                      |  |  |  |  |  |  |  |  |  |  |  |  |  |  |  |  |  |  |  |
|               |       |          |                     |                        |          |                     |                   |                      |                      |                     |                    |                    |                    |                    |                    |                     |                   |                     |                      |  |  |  |  |  |  |  |  |  |  |  |  |  |  |  |  |  |  |  |
| Eliminados    |       |          | Kat 11 de 12 votos  | Danielle 8 de 11 votos |          | Anael 8 de 10 votos | Tom 8 de 9 votos  | Liza 8 de 8 votos    | Suzette 6 de 7 votos | AJ 4 de 6 votos     | Gary 5 de 5 votos  | Alec 3 de 4 votos  | Topaz 3 de 3 votos | Peter 2 de 2 votos | Peter 2 de 2 votos | Andrew 2 de 2 votos | Talla 1 de 1 voto | Emmet 1 de 1 voto   | Gary 3 de 7 votos    |  |  |  |  |  |  |  |  |  |  |  |  |  |  |  |  |  |  |  |
| No eliminados |       |          | Emmet 1 de 12 votos | Anael 3 de 11 votos    |          | AJ 2 de 10 votos    | Liza 1 de 9 votos | Suzette 0 de 8 votos | AJ 1 de 7 votos      | Andrew 2 de 6 votos | Topaz 0 de 5 votos | Topaz 1 de 4 votos | Talla 0 de 3 votos | Talla 0 de 2 votos | Talla 0 de 2 votos | Talla 0 de 2 votos  | Gary 0 de 1 voto  | Jillian 0 de 1 voto | Jillian 4 de 7 votos |  |  |  |  |  |  |  |  |  |  |  |  |  |  |  |  |  |  |  |

## Big Brother 2 (2014)
- 5 de marzo de 2014[4] - 8 de mayo de 2014 (71 días).

En la segunda temporada del concurso entraron inicialmente 14 concursantes, Además de 3 aspirantes. La presentadora de esta edición fue nuevamente Arisa Cox. La serie giraba alrededor de quince extranjeros que viven en una casa juntos sin comunicación con el mundo exterior.

### Concursantes
| Concursantes        | Edad | Profesión               | Duración | Información                |
| ------------------- | ---- | ----------------------- | -------- | -------------------------- |
| Jon Pardy           | 23   | Estudiante              | 71 días  | Ganador                    |
| Sabrina Abbate      | 25   | Maquilladora            | 71 días  | 2.º Lugar                  |
| Neda Kalantar       | 22   | Peluquera               | 71 días  | 13.ª eliminada             |
| Heather Decksheimer | 23   | Modelo comercial        | 67 días  | 12.ª eliminada             |
| Adel Elseri         | 27   | Inventor                | 64 días  | 11.º eliminado             |
| Rachelle Diamond    | 20   | Estudiante              | 57 días  | 10.ª eliminada             |
| Allison White       | 25   | Enfermera               | 43 días  | 9.ª eliminada              |
| Arlie Shaban        | 25   | Desempleado             | 50 días  | 8.º eliminado              |
| Kenny Brain         | 25   | Modelo                  | 43 días  | 7.º eliminado              |
| Sarah Miller        | 32   | Corredora de seguros    | 43 días  | 6.ª eliminada              |
| Andrew Gordon       | 27   | Dueño de un restaurante | 36 días  | 5.º eliminado              |
| Ika Wong            | 29   | Peluquera               | 29 días  | 4.ª eliminada              |
| Paul Jackson        | 43   | Predicador              | 22 días  | 3.er eliminado             |
| Kyle Shore          | 24   | Entrenador personal     | 15 días  | 2.º eliminado              |
| Anick Gervais       | 28   | Maestra de Reiki        | 8 días   | 1.ª eliminada              |
| Aspirantes          |      |                         |          |                            |
| Nate Sandri         | 23   | Soldador                | 7 días   | Eliminado frente a Allison |
| Scott Bosse         | 36   | Secretario y drag queen | 7 días   | Eliminado frente a Allison |

### Estadísticas semanales
| Jon           | Entra | Salvado  | Salvado              | Salvado             | Salvado               | Salvado              | Salvado              | Salvado              | Líder                | Líder    | Salvado            | Salvado              | Líder                 | Salvado              | Líder              | Finalista           | Ganador              |  |  |  |  |  |  |  |  |  |  |  |  |  |  |  |  |  |  |  |
| Sabrina       | Entra | Salvada  | Salvada              | Salvada             | Salvada               | Nominada             | Salvada              | Nominada             | Nominada             | Salvada  | Nominada           | Nominada             | Nominada              | Líder                | Nominada           | Finalista           | 2.º Lugar            |  |  |  |  |  |  |  |  |  |  |  |  |  |  |  |  |  |  |  |
| Neda          | Entra | Salvada  | Salvada              | Salvada             | Salvada               | Salvada              | Salvada              | Líder                | Salvada              | Salvada  | Líder              | Salvada              | Salvada               | Nominada             | Nominada           | Eliminada           |                      |  |  |  |  |  |  |  |  |  |  |  |  |  |  |  |  |  |  |  |
| Heather       | Entra | Salvada  | Salvada              | Nominada            | Nominada              | Salvada              | Líder                | Salvada              | Salvada              | Salvada  | Salvada            | Salvada              | Salvada               | Nominada             | Eliminada          |                     |                      |  |  |  |  |  |  |  |  |  |  |  |  |  |  |  |  |  |  |  |
| Adel          | Entra | Salvado  | Salvado              | Salvado             | Salvado               | Salvado              | Salvado              | Salvado              | Salvado              | Nominado | Salvado            | Líder                | Nominado              | Eliminado            |                    |                     |                      |  |  |  |  |  |  |  |  |  |  |  |  |  |  |  |  |  |  |  |
| Rachelle      | Entra | Salvada  | Salvada              | Salvada             | Líder                 | Salvada              | Salvada              | Salvada              | Salvada              | Inmune   | Salvada            | Nominada             | Eliminada             |                      |                    |                     |                      |  |  |  |  |  |  |  |  |  |  |  |  |  |  |  |  |  |  |  |
| Allison       |       |          | Aspirante            | Entra               | Salvada               | Salvada              | Nominada             | Salvada              | Salvada              | Salvada  | Nominada           | Eliminada            |                       |                      |                    |                     |                      |  |  |  |  |  |  |  |  |  |  |  |  |  |  |  |  |  |  |  |
| Arlie         | Entra | Salvado  | Salvado              | Salvado             | Salvado               | Salvado              | Salvado              | Salvado              | Nominado             | Nominado | Eliminado          |                      |                       |                      |                    |                     |                      |  |  |  |  |  |  |  |  |  |  |  |  |  |  |  |  |  |  |  |
| Kenny         | Entra | Salvado  | Salvado              | Salvado             | Salvado               | Salvado              | Salvado              | Nominado             | Eliminado            |          |                    |                      |                       |                      |                    |                     |                      |  |  |  |  |  |  |  |  |  |  |  |  |  |  |  |  |  |  |  |
| Sarah         | Entra | Salvada  | Salvada              | Salvada             | Salvada               | Salvada              | Nominada             | Eliminada            |                      |          |                    |                      |                       |                      |                    |                     |                      |  |  |  |  |  |  |  |  |  |  |  |  |  |  |  |  |  |  |  |
| Andrew        | Entra | Salvado  | Líder                | Salvado             | Salvado               | Nominado             | Eliminado            |                      |                      |          |                    |                      |                       |                      |                    |                     |                      |  |  |  |  |  |  |  |  |  |  |  |  |  |  |  |  |  |  |  |
| Ika           | Entra | Nominada | Salvada              | Líder               | Nominada              | Eliminada            |                      |                      |                      |          |                    |                      |                       |                      |                    |                     |                      |  |  |  |  |  |  |  |  |  |  |  |  |  |  |  |  |  |  |  |
| Paul          | Entra | Líder    | Nominado             | Nominado            | Eliminado             |                      |                      |                      |                      |          |                    |                      |                       |                      |                    |                     |                      |  |  |  |  |  |  |  |  |  |  |  |  |  |  |  |  |  |  |  |
| Nate          |       |          | Aspirante            | Eliminado           |                       |                      |                      |                      |                      |          |                    |                      |                       |                      |                    |                     |                      |  |  |  |  |  |  |  |  |  |  |  |  |  |  |  |  |  |  |  |
| Scott         |       |          | Aspirante            | Eliminado           |                       |                      |                      |                      |                      |          |                    |                      |                       |                      |                    |                     |                      |  |  |  |  |  |  |  |  |  |  |  |  |  |  |  |  |  |  |  |
| Kyle          | Entra | Salvado  | Nominado             | Eliminado           |                       |                      |                      |                      |                      |          |                    |                      |                       |                      |                    |                     |                      |  |  |  |  |  |  |  |  |  |  |  |  |  |  |  |  |  |  |  |
| Anick         | Entra | Nominada | Eliminada            |                     |                       |                      |                      |                      |                      |          |                    |                      |                       |                      |                    |                     |                      |  |  |  |  |  |  |  |  |  |  |  |  |  |  |  |  |  |  |  |
|               |       |          |                      |                     |                       |                      |                      |                      |                      |          |                    |                      |                       |                      |                    |                     |                      |  |  |  |  |  |  |  |  |  |  |  |  |  |  |  |  |  |  |  |
| Eliminados    |       |          | Anick 11 de 11 votos | Kylie 9 de 10 votos | Paul 6 de 10 votos    | Ika 8 de 9 votos     | Andrew 7 de 9 votos  | Sarah 4 de 7 votos   | Kenny 5 de 6 votos   |          | Arile 5 de 5 votos | Allison 4 de 4 votos | Rachelle 3 de 3 votos | Adel 2 de 2 votos    | Heater 1 de 1 voto | Neda 1 de 1 voto    | Sabrina 1 de 7 votos |  |  |  |  |  |  |  |  |  |  |  |  |  |  |  |  |  |  |  |
| No eliminados |       |          | Ika 0 de 11 votos    | Paul 11 de 11 votos | Heather 4 de 10 votos | Heather 1 de 9 votos | Sabrina 1 de 9 votos | Allison 3 de 7 votos | Sabrina 1 de 6 votos |          | Adel 0 de 5 votos  | Sabrina 0 de 4 votos | Sabrina 0 de 3 votos  | Sabrina 0 de 2 votos | Neda 0 de 1 voto   | Sabrina 0 de 1 voto | Jon 6 de 7 votos     |  |  |  |  |  |  |  |  |  |  |  |  |  |  |  |  |  |  |  |

## Big Brother 3 (2015)
- 23 de marzo de 2015 - 27 de mayo de 2015 (70 días).

En el concurso entraron inicialmente 16 concursantes, la presentadora vuelve a ser Arisa Cox. La serie gira alrededor de diecisieis extranjeros que viven en una casa juntos sin comunicación con el mundo exterior.

### Concursantes
| Concursantes            | Edad | Profesión                                 | Duración          | Información                   |
| ----------------------- | ---- | ----------------------------------------- | ----------------- | ----------------------------- |
| Sarah Hanlon            | 27   | Empleada de spa                           | 70 días           | Ganadora                      |
| Godfrey Mangwiza        | 22   | Estudiante de psicología                  | 70 días           | 2.º Lugar                     |
| Ashleigh Wood           | 21   | Desempleada                               | 70 días           | 15.ª eliminada                |
| Brittnee Blair          | 25   | Modelo de tallas grandes                  | 66 días           | 14.ª eliminada                |
| Pilar Nemer             | 22   | Estudiante                                | 63 días           | 13.ª eliminada                |
| Zach Oleynik            | 22   | Universitario                             | 63 días           | 12.º eliminado                |
| Bruno Ielo              | 31   | Obrero                                    | 56 días           | 11.º eliminado                |
| Willow MacDonald        | 26   | Empresaria y representante de marketing   | 49 días           | 10.ª eliminada                |
| Kevin Martin            | 22   | Jugador profesional de póker              | 49 días           | 9.º eliminado                 |
| Bobby Hlad              | 27   | Instructor de escalada                    | 49 días           | 8.º eliminado                 |
| Sindy Nguyen            | 25   | Directora asistente y reina de la belleza | 14 días / 12 días | 2.ª eliminada / 7.ª eliminada |
| Jordan Parhar           | 21   | Estudiante                                | 35 días           | 6.º eliminado                 |
| Johnny Colatruglio      | 26   | Líder de proyecto                         | 28 días           | 5.º eliminado                 |
| Graig Merritt           | 36   | Jugador de béisbol y entrenador           | 21 días           | 4.º eliminado                 |
| Naeha Sareen            | 29   | Quiropráctica                             | 15 días           | 3.ª eliminada                 |
| Patricia "Risha" Denner | 41   | Camarera                                  | 7 días            | 1.ª eliminada                 |

### Estadísticas semanales
| Sarah         | Entra | Salvada  | Salvada            | Salvada                | Salvada                | Nominada             | Salvada             | Salvada              | Salvada               | Salvada               | Salvada                                | Inmune   | Líder              | Salvada            | Líder                | Nominada            | Finalista            | Ganadora             |  |  |  |  |  |  |  |  |  |  |  |  |  |  |  |
| Godfrey       | Entra | Salvado  | Salvado            | Salvado                | Salvado                | Salvado              | Nominado            | Salvado              | Salvado               | Salvado               | Nominado                               | Salvado  | Salvado            | Nominado           | Nominado             | Líder               | Finalista            | 2.º Lugar            |  |  |  |  |  |  |  |  |  |  |  |  |  |  |  |
| Ashleigh      | Entra | Salvada  | Salvada            | Salvada                | Salvada                | Salvada              | Salvada             | Salvada              | Salvada               | Salvada               | Líder                                  | Líder    | Salvada            | Salvada            | Salvada              | Nominada            | Eliminada            |                      |  |  |  |  |  |  |  |  |  |  |  |  |  |  |  |
| Brittnee      | Entra | Salvada  | Nominada           | Nominada               | Líder                  | Salvada              | Salvada             | Nominada             | Nominada              | Líder                 | Nominada                               | Salvada  | Salvada            | Líder              | Nominada             | Eliminada           |                      |                      |  |  |  |  |  |  |  |  |  |  |  |  |  |  |  |
| Pilar         | Entra | Nominada | Salvada            | Salvada                | Salvada                | Salvada              | Salvada             | Líder                | Salvada               | Nominada              | Salvada                                | Salvada  | Nominada           | Nominada           | Eliminada            |                     |                      |                      |  |  |  |  |  |  |  |  |  |  |  |  |  |  |  |
| Zach          | Entra | Salvado  | Salvado            | Salvado                | Salvado                | Salvado              | Líder               | Salvado              | Salvado               | Salvado               | Salvado                                | Nominado | Nominado           | Eliminado          |                      |                     |                      |                      |  |  |  |  |  |  |  |  |  |  |  |  |  |  |  |
| Bruno         | Entra | Salvado  | Salvado            | Salvado                | Salvado                | Líder                | Salvado             | Salvado              | Salvado               | Salvado               | Salvado                                | Nominado | Eliminado          |                    |                      |                     |                      |                      |  |  |  |  |  |  |  |  |  |  |  |  |  |  |  |
| Willow        | Entra | Salvada  | Salvada            | Salvada                | Salvada                | Salvada              | Salvada             | Salvada              | Salvada               | Nominada              | Eliminada                              |          |                    |                    |                      |                     |                      |                      |  |  |  |  |  |  |  |  |  |  |  |  |  |  |  |
| Kevin         | Entra | Salvado  | Salvado            | Líder                  | Salvado                | Salvado              | Salvado             | Salvado              | Líder                 | Nominado              | Eliminado                              |          |                    |                    |                      |                     |                      |                      |  |  |  |  |  |  |  |  |  |  |  |  |  |  |  |
| Bobby         | Entra | Salvado  | Líder              | Salvado                | Nominado               | Salvado              | Salvado             | Salvado              | Nominado              | Eliminado             |                                        |          |                    |                    |                      |                     |                      |                      |  |  |  |  |  |  |  |  |  |  |  |  |  |  |  |
| Sindy         | Entra | Salvada  | Nominada           | Eliminada              |                        |                      | Repesca             | Nominada             | Eliminada             |                       |                                        |          |                    |                    |                      |                     |                      |                      |  |  |  |  |  |  |  |  |  |  |  |  |  |  |  |
| Jordan        | Entra | Salvado  | Salvado            | Salvado                | Salvado                | Salvado              | Nominado            | Eliminado            |                       |                       |                                        |          |                    |                    |                      |                     |                      |                      |  |  |  |  |  |  |  |  |  |  |  |  |  |  |  |
| Johnny        | Entra | Salvado  | Salvado            | Salvado                | Salvado                | Nominado             | Eliminado           |                      |                       |                       |                                        |          |                    |                    |                      |                     |                      |                      |  |  |  |  |  |  |  |  |  |  |  |  |  |  |  |
| Graig         | Entra | Salvado  | Salvado            | Salvado                | Nominado               | Eliminado            |                     |                      |                       |                       |                                        |          |                    |                    |                      |                     |                      |                      |  |  |  |  |  |  |  |  |  |  |  |  |  |  |  |
| Naeha         | Entra | Salvada  | Salvada            | Nominada               | Eliminada              |                      |                     |                      |                       |                       |                                        |          |                    |                    |                      |                     |                      |                      |  |  |  |  |  |  |  |  |  |  |  |  |  |  |  |
| Risha         | Entra | Nominada | Eliminada          |                        |                        |                      |                     |                      |                       |                       |                                        |          |                    |                    |                      |                     |                      |                      |  |  |  |  |  |  |  |  |  |  |  |  |  |  |  |
|               |       |          |                    |                        |                        |                      |                     |                      |                       |                       |                                        |          |                    |                    |                      |                     |                      |                      |  |  |  |  |  |  |  |  |  |  |  |  |  |  |  |
| Eliminados    |       |          | Risha Más votada   | Sindy 12 de 12 votos   | Naeha 9 de 11 votos    | Graig 10 de 10 votos | Johnny 9 de 9 votos | Jordan 5 de 9 votos  | Sindy 8 de 8 votos    | Bobby 7 de 7 votos    | Kevin 0 de 5 votos Willow 2 de 5 votos |          | Bruno 4 de 4 votos | Zach 3 de 3 votos  | Pilar 2 de 3 votos   | Britnee 1 de 1 voto | Ashleigh 1 de 1 voto | Godfrey 2 de 9 votos |  |  |  |  |  |  |  |  |  |  |  |  |  |  |  |
| No eliminados |       |          | Pilar Menos votada | Brittnee 0 de 12 votos | Brittnee 2 de 11 votos | Bobby 0 de 10 votos  | Sarah 0 de 9 votos  | Godfrey 4 de 9 votos | Brittnee 0 de 8 votos | Brittnee 0 de 7 votos | Pilar 3 de 5 votos                     |          | Zach 0 de 4 votos  | Pilar 0 de 3 votos | Godfrey 1 de 3 votos | Godfrey 0 de 1 voto | Sarah 0 de 1 voto    | Sarah 7 de 9 votos   |  |  |  |  |  |  |  |  |  |  |  |  |  |  |  |

## Big Brother 4 (2016)
- 2 de marzo de 2016 - 12 de mayo de 2016 (77 días).

En el concurso entraron inicialmente 14 concursantes, además de 4 concursantes aspirantes, todos ellos concursantes anteriores de alguna edición de Big Brother del mundo, de los que entraría un hombre y una mujer, haciendo un total de 16. La presentadora vuelve a ser Arisa Cox. La serie gira alrededor de diecisieis extraños que viven en una casa juntos sin comunicación con el mundo exterior.

### Concursantes
| Concursantes        | Edad | Profesión                                                                         | Duración | Información              |
| ------------------- | ---- | --------------------------------------------------------------------------------- | -------- | ------------------------ |
| Nick Paquette       | 20   | Mecánico                                                                          | 77 días  | Ganadores                |
| Philippe Paquette   | 21   | Estudiante de criminología y DJ                                                   | 77 días  | Ganadores                |
| Kelsey Faith        | 25   | Azafata y barman                                                                  | 77 días  | 2.º Lugar                |
| Tim Dormer          | 31   | Colaborador de televisión y radio. Exconcursante de Big Brother 10                | 70 días  | 13.º eliminado           |
| Cassandra Shahinfar | 22   | Administradora de redes sociales                                                  | 72 días  | 12.ª eliminada           |
| Joel Lefevre        | 33   | Actor                                                                             | 70 días  | 11.º eliminado           |
| Nikki Grahame       | 33   | Colaboradora de televisión. Exconcursante de Big Brother 7 y Ultimate Big Brother | 56 días  | 10.ª eliminada           |
| Jared Kelser        | 24   | Obrero                                                                            | 63 días  | 9.º eliminado            |
| Maddy Pavel         | 21   | Camarera                                                                          | 56 días  | 8.ª eliminada            |
| Ramsey Aburaneh     | 26   | Mercadero digital                                                                 | 52 días  | Abandono voluntario      |
| Raúl Manríquez      | 21   | Estilista                                                                         | 49 días  | 7.º eliminado            |
| Mitchell Moffit     | 27   | Youtuber                                                                          | 42 días  | 6.º eliminado            |
| Loveita Adams       | 25   | Directora ejecutiva                                                               | 35 días  | 5.ª eliminada            |
| Dallas Cormer       | 24   | Soldador                                                                          | 35 días  | 4.º eliminado            |
| Christine Kelsey    | 47   | Ama de llaves                                                                     | 21 días  | 3.ª eliminada            |
| Sharry Ash          | 30   | Atención al cliente                                                               | 14 días  | 2.ª eliminada            |
| Paige Distranski    | 19   | Auxiliar de veterinaria                                                           | 7 días   | 1.ª eliminada            |
| Aspirantes          |      |                                                                                   |          |                          |
| Jase Wirey          | 39   | Vendedor y entrenador. Exconcursante de Big Brother 5 y Big Brother 7             | 0 días   | Eliminado frente a Tim   |
| Veronica Graf       | 26   | Modelo. Exconcursante de Grande Fratello 13                                       | 0 días   | Eliminada frente a Nikki |

### Estadísticas semanales
|               | S 1                | S 1      | S 2                  | S 3                   | S 4                     | S 4                      | S 5                      | S 6                 | S 6                 | S 7                   | S 8                 | S 9                | S 9                | S 10               | S 11                   | S 11                  | Final                   | Final                    |
| ------------- | ------------------ | -------- | -------------------- | --------------------- | ----------------------- | ------------------------ | ------------------------ | ------------------- | ------------------- | --------------------- | ------------------- | ------------------ | ------------------ | ------------------ | ---------------------- | --------------------- | ----------------------- | ------------------------ |
| Nick & Phil   | Entra              | Salvados | Salvados             | Salvados              | Salvados                | Salvados                 | Salvados                 | Salvados            | Salvados            | Salvados              | Líderes             | Salvados           | Líderes            | Salvados           | Líderes                | Nominados             | Finalistas              | Ganadores                |
| Kelsey        | Entra              | Nominada | Salvada              | Salvada               | Nominada                | Suite                    | Suite                    | Rep.                | Salv.               | Nominada              | Salvada             | Salvada            | Salvada            | Líder              | Salvada                | Líder                 | Finalista               | 2.º Lugar                |
| Tim           |                    |          | Entra                | Salvado               | Salvado                 | Salvado                  | Líder                    | Salvado             | Salvado             | Salvado               | Nominado            | Salvado            | Salvado            | Salvado            | Nominado               | Nominado              | Eliminado               |                          |
| Cassandra     | Entra              | Salvada  | Salvada              | Nominada              | Salvada                 | Salvada                  | Salvada                  | Salvada             | Salvada             | Salvada               | Salvada             | Líder              | Salvada            | Nominada           | Nominada               | Eliminada             |                         |                          |
| Joel          | Entra              | Inmune   | Salvado              | Salvado               | Líder                   | Salvado                  | Salvado                  | Nominado            | Nominado            | Salvado               | Salvado             | Salvado            | Nominado           | Nominado           | Eliminado              |                       |                         |                          |
| Nikki         |                    |          | Entra                | Salvada               | Salvada                 | Salvada                  | Salvada                  | Salvada             | Salvada             | Salvada               | Salvada             | Nominada           | Nominada           | Eliminada          |                        |                       |                         |                          |
| Jared         | Entra              | Salvado  | Líder                | Salvado               | Salvado                 | Salvado                  | Salvado                  | Salvado             | Salvado             | Salvado               | Salvado             | Nominado           | Eliminado          |                    |                        |                       |                         |                          |
| Maddy         | Entra              | Salvada  | Salvada              | Salvada               | Salvada                 | Líder                    | Nominada                 | Salvada             | Salvada             | Líder                 | Nominada            | Eliminada          |                    |                    |                        |                       |                         |                          |
| Ramsey        | Entra              | Salvado  | Salvado              | Salvado               | Salvado                 | Salvado                  | Salvado                  | Salvado             | Salvado             | Salvado               | Salvado             | Abandono           |                    |                    |                        |                       |                         |                          |
| Raúl          | Entra              | Salvado  | Salvado              | Salvado               | Nominado                | Nominado                 | Salvado                  | Líder               | Líder               | Nominado              | Eliminado           |                    |                    |                    |                        |                       |                         |                          |
| Mitchell      | Entra              | Salvado  | Salvado              | Salvado               | Salvado                 | Salvado                  | Salvado                  | Nominado            | Nominado            | Eliminado             |                     |                    |                    |                    |                        |                       |                         |                          |
| Loveita       | Entra              | Líder    | Nominada             | Líder                 | Salvada                 | Nominada                 | Suite                    | Eliminada           | Eliminada           |                       |                     |                    |                    |                    |                        |                       |                         |                          |
| Dallas        | Entra              | Salvado  | Salvado              | Salvado               | Salvado                 | Salvado                  | Nominado                 | Eliminado           | Eliminado           |                       |                     |                    |                    |                    |                        |                       |                         |                          |
| Christine     | Entra              | Salvada  | Salvada              | Nominada              | Eliminada               |                          |                          |                     |                     |                       |                     |                    |                    |                    |                        |                       |                         |                          |
| Sharry        | Entra              | Salvada  | Nominada             | Eliminada             |                         |                          |                          |                     |                     |                       |                     |                    |                    |                    |                        |                       |                         |                          |
| Paige         | Entra              | Nominada | Eliminada            |                       |                         |                          |                          |                     |                     |                       |                     |                    |                    |                    |                        |                       |                         |                          |
|               |                    |          |                      |                       |                         |                          |                          |                     |                     |                       |                     |                    |                    |                    |                        |                       |                         |                          |
| Eliminados    |                    |          | Paige 7 de 11 votos  | Sharry 11 de 12 votos | Christine 6 de 11 votos | Kelsey (*) 8 de 10 votos | Loveita (*) 7 de 9 votos | Dallas 5 de 8 votos | Dallas 5 de 8 votos | Mitchell 5 de 8 votos | Raúl 6 de 7 votos   | Maddy 5 de 5 votos | Jared 3 de 4 votos | Nikki 3 de 3 votos | Joel 2 de 2 votos      | Cassandra 1 de 1 voto | Tim 1 de 1 voto         | Kelsey 2 de 9 votos      |
| Eliminados    | Loveita No elegida |          | Paige 7 de 11 votos  | Sharry 11 de 12 votos | Christine 6 de 11 votos | Kelsey (*) 8 de 10 votos | Loveita (*) 7 de 9 votos |                     |                     | Mitchell 5 de 8 votos | Raúl 6 de 7 votos   | Maddy 5 de 5 votos | Jared 3 de 4 votos | Nikki 3 de 3 votos | Joel 2 de 2 votos      | Cassandra 1 de 1 voto | Tim 1 de 1 voto         | Kelsey 2 de 9 votos      |
| No eliminados |                    |          | Kelsey 4 de 11 votos | Loveita 1 de 12 votos | Cassandra 5 de 11 votos | Raúl 2 de 10 votos       | Raúl 2 de 9 votos        | Maddy 3 de 8 votos  | Maddy 3 de 8 votos  | Joel 3 de 8 votos     | Kelsey 1 de 7 votos | Tim 0 de 5 votos   | Nikki 1 de 4 votos | Joel 0 de 3 votos  | Cassandra 0 de 2 votos | Tim 0 de 1 voto       | Nick & Phil 0 de 1 voto | Nick & Phil 7 de 9 votos |
| No eliminados | Kelsey Elegida     |          | Kelsey 4 de 11 votos | Loveita 1 de 12 votos | Cassandra 5 de 11 votos | Raúl 2 de 10 votos       | Raúl 2 de 9 votos        |                     |                     | Joel 3 de 8 votos     | Kelsey 1 de 7 votos | Tim 0 de 5 votos   | Nikki 1 de 4 votos | Joel 0 de 3 votos  | Cassandra 0 de 2 votos | Tim 0 de 1 voto       | Nick & Phil 0 de 1 voto | Nick & Phil 7 de 9 votos |

- (*) Kelsey y Loveita fueron expulsadas falsamente de la casa y enviadas a una suite secreta.

## Big Brother 5 (2017)
- 15 de marzo de 2017 - 18 de mayo de 2017.

En el concurso entraron un total de 16 concursantes, 8 de ellos siendo exconcursantes de las primeras cuatro ediciones en busca de una segunda oportunidad. La presentadora vuelve a ser Arisa Cox. La serie gira alrededor de diecisieis extraños que viven en una casa juntos sin comunicación con el mundo exterior.

### Concursantes
| Concursantes             | Edad | Profesión                                                        | Duración | Información    |
| ------------------------ | ---- | ---------------------------------------------------------------- | -------- | -------------- |
| Kevin Martin             | 24   | Jugador profesional de póker. Exconcursante de Big Brother 3     | 69 días  | Ganador        |
| Karen Singbeil           | 53   | Inversora                                                        | 69 días  | 2.º Lugar      |
| Demetres Giannitsos      | 25   | Ingeniero                                                        | 69 días  | 14.º eliminado |
| Ika Wong                 | 32   | Peluquera. Exconcursante de Big Brother 2                        | 64 días  | 13.ª eliminada |
| Dillon Carman            | 30   | Boxeador profesional                                             | 62 días  | 12.º eliminado |
| Andre "Dre" Gwenaelle    | 25   | Estudiante                                                       | 55 días  | 11.ª eliminada |
| William Laprise Desbiens | 23   | Estudiante de marketing y bloguero                               | 55 días  | 10.º eliminado |
| Jackie McCurrach         | 22   | Cocinera                                                         | 55 días  | 9.ª eliminada  |
| Bruno Ielo               | 33   | Obrero. Exconcursante de Big Brother 3                           | 48 días  | 8.º eliminado  |
| Sindy Nguyen             | 27   | Reina de la belleza. Exconcursante de Big Brother 3              | 41 días  | 7.ª eliminada  |
| Neda Kalantar            | 25   | Estilista. Exconcursante de Big Brother 2                        | 34 días  | 6.ª eliminada  |
| Emily Hawkin             | 23   | Música y camarera                                                | 34 días  | 5.ª eliminada  |
| Gary Levy                | 25   | Estilista. Exconcursante de Big Brother 1                        | 27 días  | 4.º eliminado  |
| Cassandra Shahinfar      | 23   | Administradora de redes sociales. Exconcursante de Big Brother 4 | 20 días  | 3.ª eliminada  |
| Dallas Cormer            | 25   | Soldador. Exconcursante de Big Brother 4                         | 13 días  | 2.º eliminado  |
| Mark Chrysler            | 24   | Coctelero                                                        | 6 días   | 1.º eliminado  |

### Estadísticas semanales
|               | S 1   | S 1      | S 2                    | S 3                   | S 4                      | S 5              | S 5                 | S 6                 | S 7                 | S 7      | S 8                | S 8                 | S 9                                   | S 10                  | S 10              | Final                | Final              |
| ------------- | ----- | -------- | ---------------------- | --------------------- | ------------------------ | ---------------- | ------------------- | ------------------- | ------------------- | -------- | ------------------ | ------------------- | ------------------------------------- | --------------------- | ----------------- | -------------------- | ------------------ |
| Kevin         | Entra | Salvado  | Salvado                | Salvado               | Salvado                  | Salvado          | Salvado             | Salvado             | Nominado            | Salvado  | Líder              | Salvado             | Líder                                 | Salvado               | Líder             | Finalista            | Ganador            |
| Karen         | Entra | Líder    | Salvada                | Salvada               | Salvada                  | Salvada          | Salvada             | Salvada             | Salvada             | Nominada | Salvada            | Salvada             | Salvada                               | Nominada              | Nominada          | Finalista            | 2.º Lugar          |
| Demetres      | Entra | Nominado | Líder                  | Salvado               | Líder                    | Salvado          | Salvado             | Salvado             | Líder               | Líder    | Salvado            | Líder               | Nominado                              | Líder                 | Nominado          | Eliminado            |                    |
| Ika           | Entra | Salvada  | Salvada                | Salvada               | Salvada                  | Salvada          | Salvada             | Salvada             | Salvada             | Salvada  | Nominada           | Salvada             | Salvada                               | Nominada              | Eliminada         |                      |                    |
| Dillon        | Entra | Salvado  | Salvado                | Salvado               | Salvado                  | Nominado         | Nominado            | Líder               | Salvado             | Salvado  | Salvado            | Nominado            | Nominado                              | Eliminado             |                   |                      |                    |
| Dre           | Entra | Salvada  | Salvada                | Salvada               | Nominada                 | Salvada          | Salvada             | Salvada             | Salvada             | Salvada  | Salvada            | Nominada            | Eliminada                             |                       |                   |                      |                    |
| William       | Entra | Salvado  | Salvado                | Salvado               | Salvado                  | Líder            | Salvado             | Inmune              | Salvado             | Inmune   | Salvado            | Nominado            | Eliminado                             |                       |                   |                      |                    |
| Jackie        | Entra | Salvada  | Salvada                | Nominada              | Salvada                  | Salvada          | Salvada             | Nominada            | Salvada             | Salvada  | Nominada           | Eliminada           |                                       |                       |                   |                      |                    |
| Bruno         | Entra | Salvado  | Salvado                | Salvado               | Salvado                  | Salvado          | Salvado             | Salvado             | Nominado            | Nominado | Eliminado          |                     |                                       |                       |                   |                      |                    |
| Sindy         | Entra | Inmune   | Salvada                | Salvada               | Salvada                  | Salvada          | Líder               | Nominada            | Eliminada           |          |                    |                     |                                       |                       |                   |                      |                    |
| Neda          | Entra | Salvada  | Inmune*                | Líder*                | Inmune*                  | Inmune*          | Nominada            | Eliminada           |                     |          |                    |                     |                                       |                       |                   |                      |                    |
| Emily         | Entra | Salvada  | Nominada               | Salvada               | Salvada                  | Nominada         | Eliminada           |                     |                     |          |                    |                     |                                       |                       |                   |                      |                    |
| Gary          | Entra | Salvado  | Salvado                | Salvado               | Nominado                 | Eliminado        |                     |                     |                     |          |                    |                     |                                       |                       |                   |                      |                    |
| Cassandra     | Entra | Salvada  | Salvada                | Nominada              | Eliminada                |                  |                     |                     |                     |          |                    |                     |                                       |                       |                   |                      |                    |
| Dallas        | Entra | Salvado  | Nominado               | Eliminado             |                          |                  |                     |                     |                     |          |                    |                     |                                       |                       |                   |                      |                    |
| Mark          | Entra | Nominado | Eliminado              |                       |                          |                  |                     |                     |                     |          |                    |                     |                                       |                       |                   |                      |                    |
|               |       |          |                        |                       |                          |                  |                     |                     |                     |          |                    |                     |                                       |                       |                   |                      |                    |
| Eliminados    |       |          | Mark 7 de 13 votos     | Dallas 12 de 12 votos | Cassandra 11 de 11 votos | Gary 1 de 1 voto | Emily 8 de 9 votos  | Neda 7 de 8 votos   | Sindy 6 de 7 votos  |          | Bruno 5 de 6 votos | Jackie 4 de 5 votos | Dre 0 de 3 votos William 0 de 3 votos | Dillon 2 de 2 votos   | Ika 1 de 1 voto   | Demetres 1 de 1 voto | Karen 0 de 9 votos |
| No eliminados |       |          | Demetres 6 de 13 votos | Emily 0 de 12 votos   | Jackie 0 de 11 votos     | Dre 0 de 1 voto  | Dillon 1 de 9 votos | Dillon 1 de 8 votos | Jackie 1 de 7 votos |          | Karen 1 de 6 votos | Ika 1 de 5 votos    | Dillon 3 de 3 votos                   | Demetres 0 de 2 votos | Karen 0 de 1 voto | Karen 0 de 1 voto    | Kevin 9 de 9 votos |

- (*) Neda fue elegida por el público con un 21% de los votos para tener inmunidad hasta la fase del jurado. Aun así, Neda podía participar en las pruebas de Líder y Veto como cualquier otro concursante.

## Palmarés Big Brother
| Edición             | Fecha | Ganador              | Segundo Finalista | Tercer Finalista    |
| ------------------- | ----- | -------------------- | ----------------- | ------------------- |
| [ 1 ] Big Brother 1 | 2013  | Jillian MacLaughlin  | Gary Levy         | Emmett Blois        |
| [ 2 ] Big Brother 2 | 2014  | Jon Pardy            | Sabrina Abbate    | Neda Kalantar       |
| [ 3 ] Big Brother 3 | 2015  | Sarah Hanlon         | Godfrey Mangwiza  | Ashleigh Wood       |
| [ 4 ] Big Brother 4 | 2016  | Nick & Phil Paquette | Kelsey Faith      | Tim Dormer          |
| [ 5 ] Big Brother 5 | 2017  | Kevin Martin         | Karen Singbeil    | Demetres Giannitsos |